# Stellaria ebracteata
Stellaria ebracteata là loài thực vật có hoa thuộc họ Cẩm chướng. Loài này được Kom. miêu tả khoa học đầu tiên năm 1901.